# LEGO Legends of Chima Online
Lego Legends of Chima Online è un MMORPG basato sulla linea di giocattoli omonima, sviluppato da Warner Bros. Games Montréal, è stato disponibile in versione beta per gli Stati Uniti e in Canada a partire dal 6 agosto 2013.

## Modalità di gioco
I giocatori sono in grado di costruire e personalizzare il loro regno nel mondo di Chima. Altre caratteristiche includono un enorme mondo aperto, missioni da completare, aree segrete da esplorare e la capacità di costruire e personalizzare i due personaggi e le loro attrezzature. Si è pensato per avere qualche relazione con l'originale LEGO Universe.
Insieme con l'aggiornamento delle Power Cards, il gioco è divenuto operativo anche per i dispositivi iOS a fine febbraio 2014.
Le Power Cards sono state introdotte nel gioco alla fine del febbraio 2014. Danno al giocatore poteri speciali e abilità in-game. I giocatori scannerizzano le carte con i loro dispositivi iOS e i poteri si attivano nel loro gioco. I giocatori possono costruire edifici di potenza nel gioco prima di usarli. Le Power Cards possono essere trovate in alcuni set di LEGO Chima.